# Josateki Naulu
Josateki Naulu (ur. 8 czerwca 1984) – fidżyjski judoka. Dwukrotny olimpijczyk. Zajął siedemnaste miejsce w Londynie 2012 i Rio de Janeiro 2016. Walczył w wadze półśredniej.
Uczestnik mistrzostw świata w 2003, 2005, 2010, 2011, 2013, 2014 i 2015. Startował w Pucharze Świata w latach 2010−2012 i 2014− 2016. Złoty medalista igrzysk Pacyfiku w 2011. Zdobył osiem medali na mistrzostwach Oceanii w latach 2004−2017.
Chorąży reprezentacji w Londynie 2012.

## Letnie Igrzyska Olimpijskie 2012
| Konkurencja | Eliminacje               | Klas. końcowa |
| Konkurencja | Przeciwnik I             | Miejsce       |
| ----------- | ------------------------ | ------------- |
| 81 kg       | Srđan Mrvaljević (MNE) P | 17.           |

## Letnie Igrzyska Olimpijskie 2016
| Konkurencja | Eliminacje                  | Klas. końcowa |
| Konkurencja | Przeciwnik I                | Miejsce       |
| ----------- | --------------------------- | ------------- |
| 81 kg       | Shakhzodbek Sabirov (UZB) P | 17.           |